# 辽阳市 (满洲国)
辽阳市是满洲国奉天省的市，辖区位于今中华人民共和国辽宁省辽阳市境内。

## 历史
九一八事变后，日本关东军占领辽阳县城。满洲国成立后，辽阳县隶属奉天省。1937年12月1日，满洲国政府将辽阳县城区与满铁附属地合并成立辽阳市。辽阳市共设十二个区，总面积27.6平方公里。至1945年时，全市人口11.89万人。1945年8月，满洲国统治瓦解，苏联红军进驻并接管辽阳。

## 行政区划
1937年设立：瑞穗区、协和区、襄平区、文圣区、武圣区、兴隆区、太河区、日照区。1942年设立：双龙区、荣兴区、清流区、辽南区。辖区总面积为27.6平方公里。

## 人口
| 年份   | 户数   | 人口统计 |
| ------ | ------ | -------- |
| 1938年 | 16,023 | 127,532  |
| 1939年 | —      | 92,318   |
| 1940年 | 16,154 | 94,570   |
| 1941年 | 18,401 | 108,180  |
| 1942年 | 19,316 | 110,722  |
| 1943年 | 20,392 | 114,336  |
| 1945年 | —      | 118,988  |

## 教育
- 辽阳商业学校（旧址后为辽阳第三高级中学）
- 省立第二国民高等学校
- 省立第三国民高等学校
- 省立第一国民高等学校
- 文昌阁国民学校
- 省立女子国民高等学校

## 图集

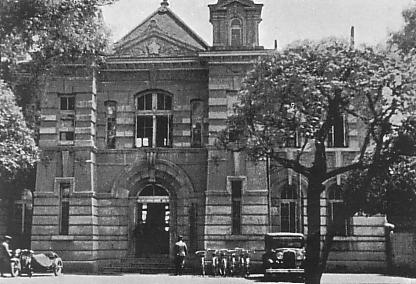
辽阳警察署
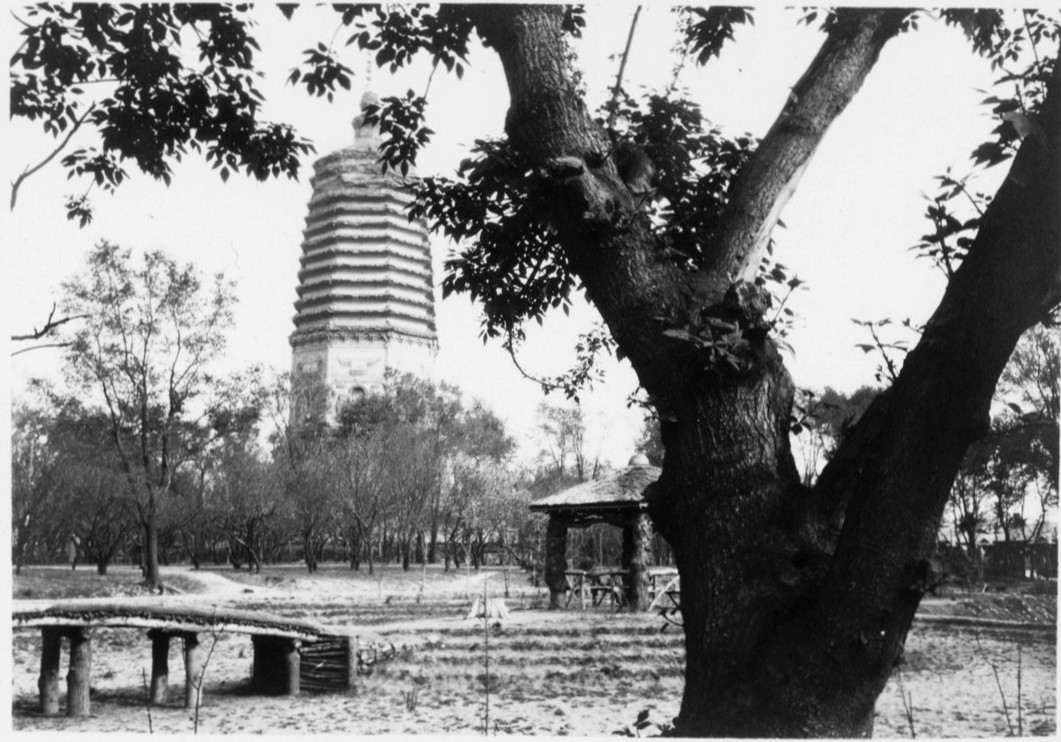
辽阳白塔
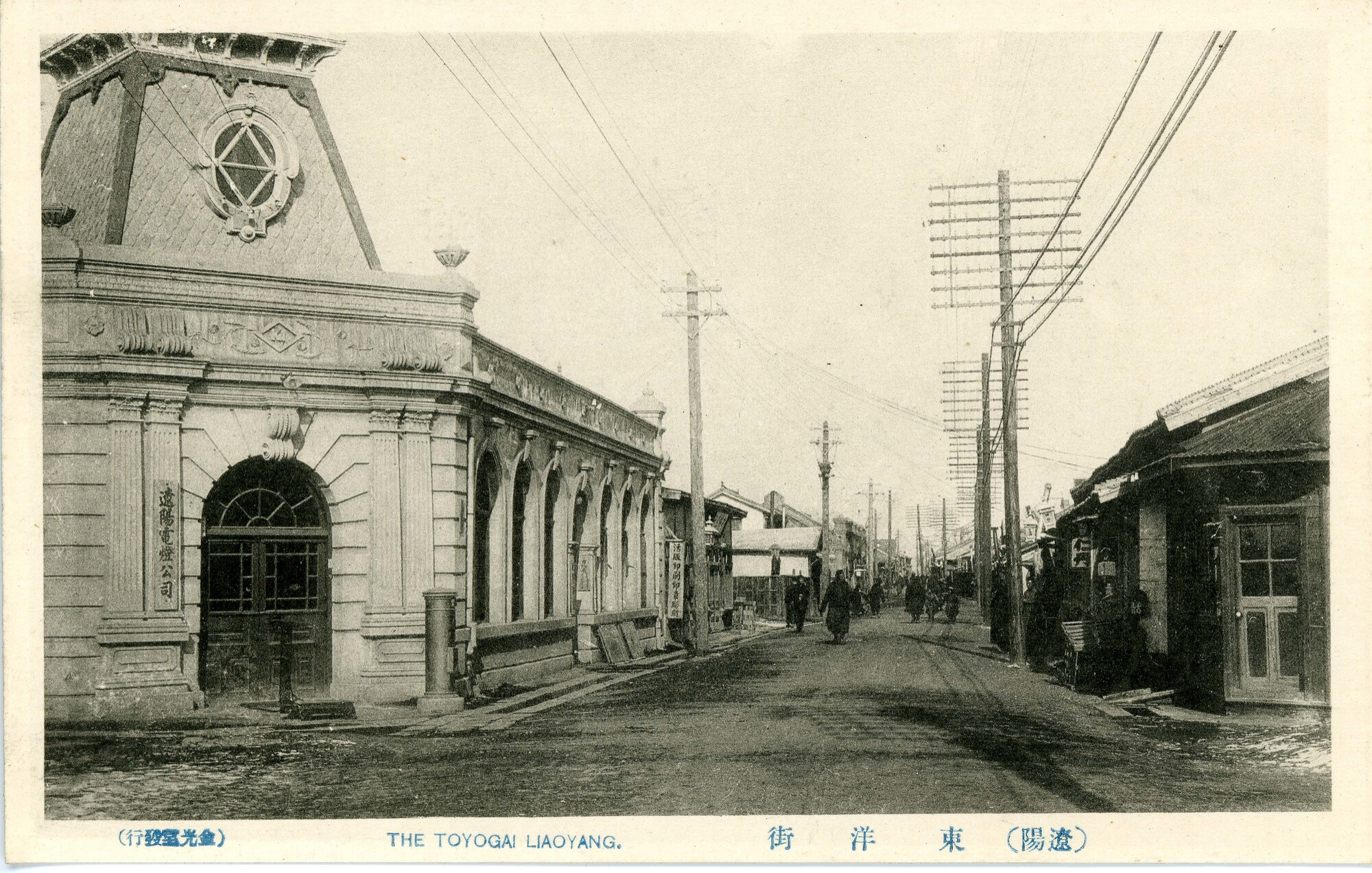
辽阳电灯公司
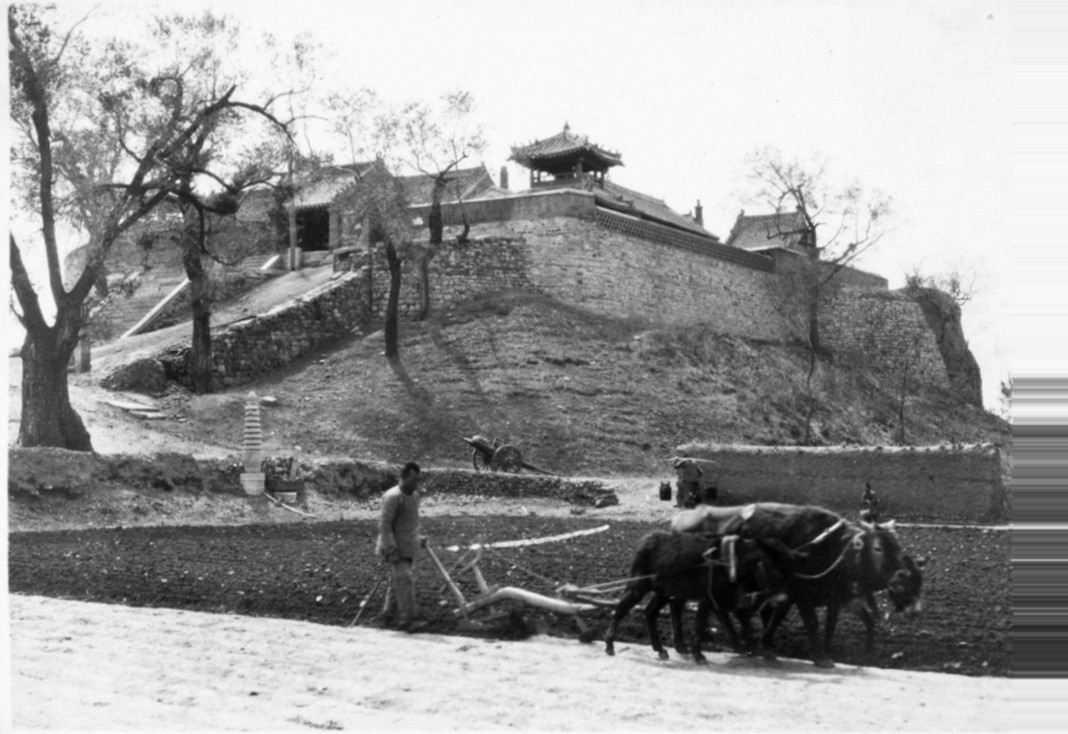
辽阳金银库
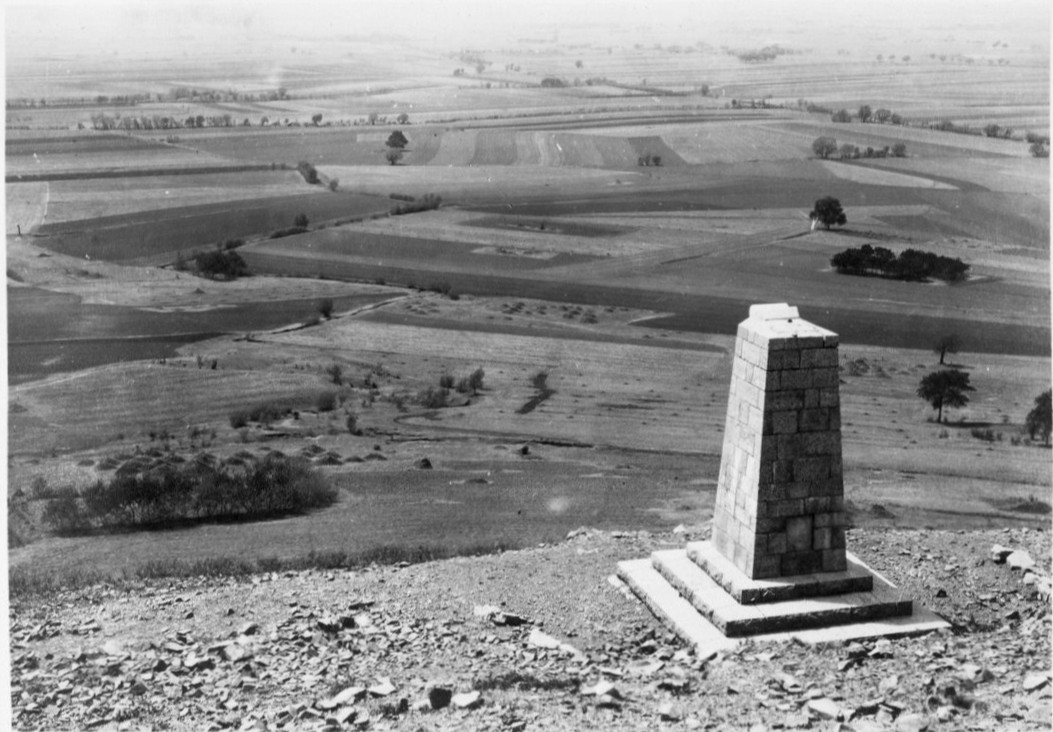
首山橘中佐（日语：橘周太）纪念碑
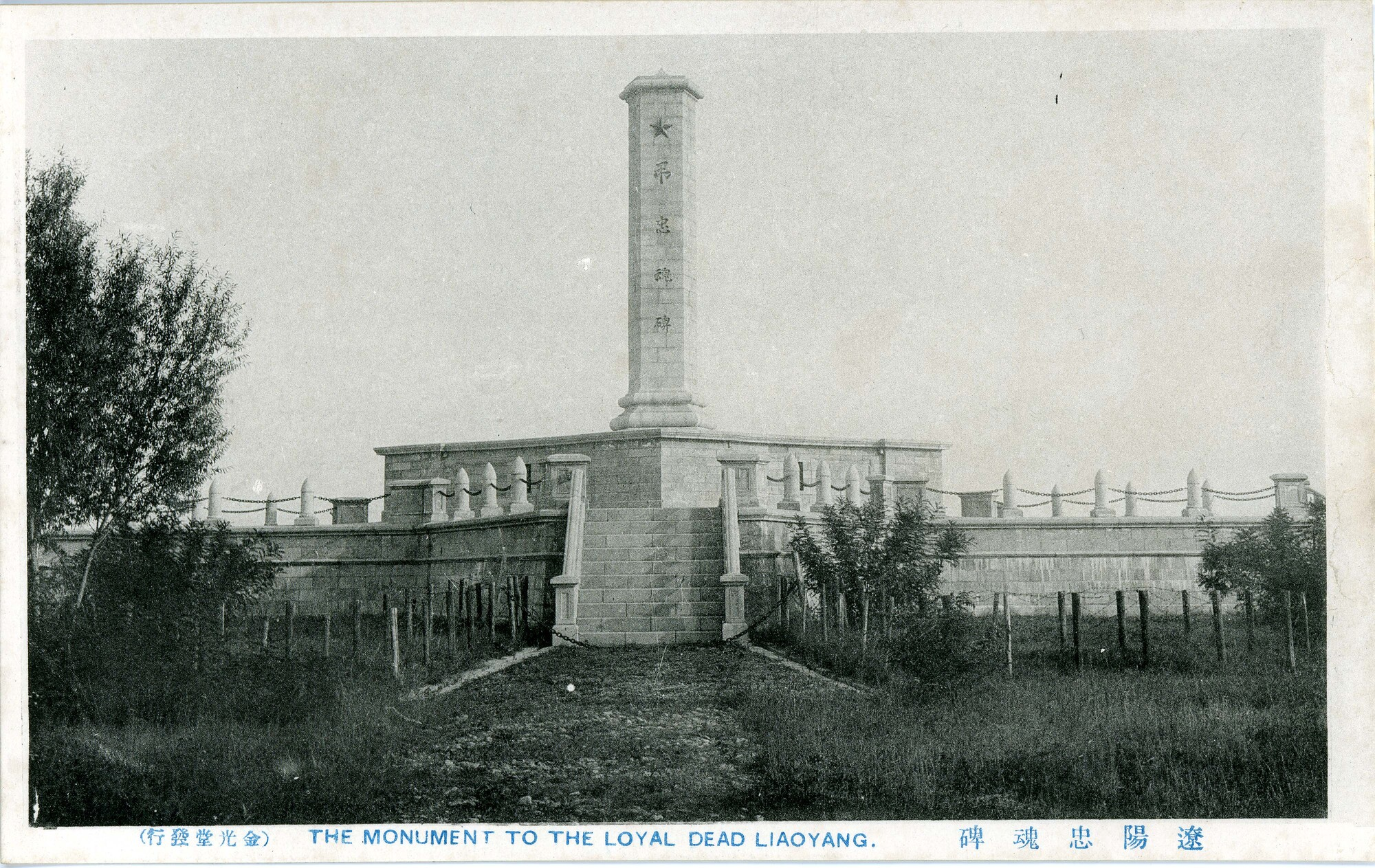
忠魂碑